# James Ellsworth
Jimmy Ellsworth "James" Morris (Baltimore, 11 de dezembro de 1984) é um lutador e promotor de luta livre profissional que ficou mais conhecido quando trabalhava  para a WWE no programa SmackDown com o nome de ringue James Ellsworth. Morris também já competiu no circuito independente com o nome "Pretty" Jimmy Dream.

## Na luta livre
- Movimentos de finalização
  - Diving reverse STO da segunda corda
  - No Chin Music[5] (Superkick)-Parodiado de Shawn Michaels.
  - Whiskas (double underhook facebuster, às vezes invertido) – circuito independente; parodiado de Triple H
- Alcunhas
  - "Pretty"[1]
  - "Pretty Fly for a White Guy"[6]
- Lutadores que gerenciou
  - Dean Ambrose[5]
  - Carmella[7]
- Temas de entrada
  - "If You Want to Be a Good Girl (Get Yourself a Bad Boy)" por Backstreet Boys (circuito independente; como membro do Pretty Ugly)
  - "Glenny" por Wolftooth (WWE; 18 de outubro de 2016 – 15 de novembro de 2017)[carece de fontes?]

## Campeonatos e prêmios
- 302 Pro Wrestling
  - 302 Pro Wrestling Tag Team Championship (1 vez) – com Adam Ugly[8]
- American Combat Wrestling
  - ACW Tag Team Championship (1 vez) – com Adam Ugly[carece de fontes?]
- Covey Promotions
  - CP Cruiserweight Championship (1 vez)[9]
- First State Championship Wrestling
  - 1CW Tag Team Championship (1 vez) – com Adam Ugly[carece de fontes?]